# Зульцбах (Гессен)
Зульцбах (нім. Sulzbach) — сільська громада в Німеччині, знаходиться в землі Гессен. Підпорядковується адміністративному округу Дармштадт. Входить до складу району Майн-Таунус.
Площа — 7,85 км2. Населення становить 9170 ос. (станом на 31 грудня 2020).